# .dm
.dm este un domeniu de internet de nivel superior, pentru Dominica (ccTLD).